# Parlement de la fédération de Bosnie-et-Herzégovine
Ne doit pas être confondu avec Parlement de la Bosnie-Herzégovine.
Le Parlement de la fédération de Bosnie-et-Herzégovine est l'organe législatif bicaméral de la fédération de Bosnie-et-Herzégovine.

## Fonctionnement
Bicaméral, il est composé de :
- La Chambre des représentants, chambre basse élue au suffrage universel direct;
- La Chambre des peuples, chambre haute élue indirectement par les conseils de cantons.